# Сова-голконіг плямистоголова
Сова́-голконі́г плямистоголова (Ninox rudolfi) — вид совоподібних птахів родини совових (Strigidae). Ендемік Індонезії. Вид названий на честь австрійського кронпринца Рудольфа.

## Опис
Довжина птаха становить 30-40 см, вага 222 г. Верхня частина тіла темно-коричнева, поцяткована білими плямами. Голова з боків темно-коричнева, над очима білуваті "брови". Підборіддя біле, решта нижньої частини тіла рудувато-коричнева, сильно поцяткована темними смужками. Очі карі, дзьоб жовтувато-коричневий, лапи густо оперені, пальці жовтуваті з чорнуватими кігтями. Голос — довга, скожа на кашель серія «kluck-kluck-kluck-kluck», кожен звук триває приблино 0,23 секунди.

## Поширення і екологія
Плямистоголові сови-голконоги є ендеміками острова Сумба в архіпелазі Малих Зондських островів. Вони живуть в мусонних і вологих тропічних лісах, на узліссях і в мангрових заростях, на висоті до 930 м над рівнем моря. Зустрічаються поодинці, парами або невеликими сімейними зграйками до 4 птахів. Живляться переважно комахами.

## Збереження
МСОП класифікує стан збереження цього виду як близький до загрозливого. За оцінками дослідників, популяція плямистоголових сов-голконогів становить від 10 до 20 тисяч птахів. Їм загрожує знищення природного середовища.